# Nicolás Echevarría
Nicolás Echevarría Ortiz (Tepic, 18 de agosto de 1947) es un músico, pintor, productor, director, guionista, fotógrafo y documentalista mexicano. En su trayectoria como director se pueden encontrar documentales, series de televisión, cortometrajes documentales y largometrajes.
Ostenta el Premio Nacional de Ciencias y Artes de México en la categoría de Bellas Artes en 2017. Ha sido reconocido por la Academia Mexicana de Artes y Ciencias Cinematográficas con el Ariel de Plata a Mejor Documental por el cortometraje Teshuinada, Semana Santa Tarahumara (1979). Fue nominado, en cuatro ocasiones y en diversas categorías, por los cortometrajes Poetas campesinos (1980), Niño Fidencio, el taumaturgo de Espinazo (1981), por el filme Cabeza de Vaca (1990) y por el largometraje documental Eco en la Montaña (2014). En el año de 1973 realizó sus primeros documentales relacionados con el mundo indígena, entre los que se encuentran: Judea, Semana Santa entre los Coras (1974); La peregrinación del Peyote entre los huicholes (1975); Híkuri Tame (1977); María Sabina, Mujer Espíritu (1979).
Realizó en la Rock Foundation en Nueva York la serie televisiva American Patchwork Proyect (1983), en colaboración con el antropólogo Alan Lomax para la Universidad de Columbia y la BBC de Londres. También se convirtió en becario de la Fundación Guggenheim y de la Ford Rockefeller Foundation, así como del Sistema Nacional de Creadores de Arte.
En 1988 desarrolló, en colaboración con Octavio Paz, Sor Juana Inés de la Cruz o las trampas de la fe, documental que narra la vida de la monja mexicana, poeta y filósofa del siglo XVII. En 1991 filmó Cabeza de Vaca, su primer largometraje de acción, escrito en colaboración con Guillermo Sheridan, basado en Naufragios, libro de crónicas escrito por Alvar Núñez Cabeza de Vaca, cinta que le mereció la nominación al Ariel en la categoría de Mejor Ópera Prima.
Cabeza de Vaca representó a México en el Festival de Berlín y en los Premios de la Academia de Hollywood; formó parte de New Films, New Directors del Museo de Arte Moderno de Nueva York (MOMA) y ganó el primer premio Makhila d’Or, en el Festival de Biarritz, Francia, así como el premio como Mejor Película en la Muestra de Cine, en Guadalajara.
Eco de la Montaña inauguró la sección oficial Native en el Festival de Berlín y ganó el Premio como Mejor Documental en los festivales: Chicago International Film Festival; Festival Internacional de Cine de Lima; RAI International Festival of Ethnographic Films, Watershed, Bristol; Film Festival della Lessina, Italia; Festival Internacional de Cine en Guadalajara y Docs DF.

## Trabajos
- 1973 - Judea: Semana Santa entre los coras
- 1974 - Eureka
- 1976 - Hay hombres que respiran luz (co-director con Arturo Rosenblueth)
- 1976 - Los conventos franciscanos en el antiguo señorío Teochichimeca
- 1977 - Hikure-Tame. La peregrinación del peyote entre los huicholes
- 1978 - Flor y canto
- 1979 - María Sabina, mujer espíritu (guion, realización y fotografía)
- 1980 - Poetas campesinos
- 1981 - Niño Fidencio,  el taumaturgo de Espinazo
- 1990 - Cabeza de Vaca
- 1994 - La pasión de Iztapalapa
- 2002 - Vivir mata
- 2014 - Eco de la montaña

### Video
- 1989 - Los enemigos
- 1989 - De la calle
- 1989 - De película

### Series de televisión
- 1987 - Sor Juana Inés de la Cruz o las trampas de la fe.